# 에브리씽, 에브리씽
《에브리씽, 에브리씽》(영어: Everything, Everything)은 미국에서 제작된 스텔라 메기 감독의 2017년 로맨틱 드라마 영화이다. 어맨들라 스텐버그, 닉 로빈슨 등이 출연하고, 얼리사 더턴 등이 제작에 참여하였다.

## 줄거리
중증 합병성 면역결핍 장애(SCID)를 앓는 18살 매디는 의사인 어머니 폴린, 15년간 함께 한 간호사 칼라의 보살핌을 받고 있다. 폴린, 칼라, 칼라의 딸 로자 외엔 그 누구도 집에 들어오지 못하며, 매디는 집 밖으로 나가거나 소독되지 않은 물건 혹은 타인을 만지는 것을 금지당하고 있다.
어느 날 옆집에 폭력 성향이 있는 아버지를 둔 또래 남자애 올리가 이사를 온다. 두 사람은 문자를 주고받고, 결국 몰래 만남을 가지면서 서로 좋아하게 된다. 폴린이 이를 알고 접촉을 금지하자 매디는 올리와 하와이로 떠났다가 심근염으로 쓰러져 병원으로 이송된다.
이 일로 교훈을 얻은 매디는 올리와 관계를 끊는다. 곧 올리는 드디어 아버지를 떠날 결심이 선 어머니와 뉴욕으로 가버리는데...

## 출연
- 어맨들라 스텐버그 - 매들린 "매디" 휘티어 역
- 닉 로빈슨 - 올리버 "올리" 브라이트 역
- 애니카 노니 로즈 - 폴린 휘티어 의사, 매디의 어머니 역
- 아나 데라레게라 - 칼라, 매디의 간호사 역
- 테일러 힉슨
- 로버트 로런슨
- 댄 페인

## 기타 제작진
- 미술: 셔리스 카디나스